# 探偵 神宮寺三郎 灯火が消えぬ間に
『探偵 神宮寺三郎 灯火が消えぬ間に』（たんてい じんぐうじさぶろう ともしびがきえぬまに）は、データイーストから1999年に発売されたPlayStation用ゲームソフト。「探偵 神宮寺三郎シリーズ」の7作目にあたる。またデータイーストから発売された最後のゲームである。2009年1月28日にゲームアーカイブスからも配信された。

## ゲーム内容
本作でも神宮寺シリーズ共通のコマンド選択方式である。本作では新しい試みとして、時間の概念の導入、マルチエンディング、TPS（トーキング・プロフィール・システム）、パートナーへの指示が採用された。そのため前作『夢の終わりに』よりも難易度が上がっている。これらのうちTPS以外は次作に採用されなかった。

## あらすじ
平穏な神宮寺探偵事務所に突然助けを求めてきた若い男。それがすべての始まりだった。一人の女性の失踪事件と熊野に依頼された拳銃密輸事件。そして、八木の恋人松沢祥香の遭難。これらの事件がやがて一つにつながっていく。

## 登場人物
神宮寺 三郎（じんぐうじ さぶろう）
声 - 大塚明夫
誕生日：2月6日 / 年齢：30歳 / 血液型：AB型
国際企業神宮寺コンツェルン総帥神宮寺晴彦の三男として生まれる。大学卒業後に単身でアメリカのニューヨークへ。探偵の助手をしながらノウハウを貯える。帰国後、新宿歌舞伎町に神宮寺探偵事務所を開設。以後、御苑洋子と共に数々の難事件を解決する。その活躍によって事務所と神宮寺の知名度は、管轄の新宿淀橋署や歌舞伎町界隈にも多く知られる所となっている。
御苑 洋子（みその ようこ）
声 - 斎藤陽子
誕生日：8月1日 / 年齢：25歳 / 血液型：A型
横浜の高校を卒業後、アメリカの大学で外国語を修得する。英語を始めとして仏語、独語、中国語等、数々の国語を使いこなす才女。在米中に起こった事件で神宮寺と知り合う。帰国後に神宮寺と再会する。以後、神宮寺の助手となる。語学の才能だけでなく卓越したセンスと洞察力を持ち、神宮寺を助ける事も多い。
熊野 参造（くまの さんぞう）
声 - 石井康嗣
誕生日：11月25日 / 年齢：55歳 / 血液型：O型
淀橋署勤務三十年のベテラン刑事。頑固で責任感が強い職人気質の人情家。普段は陽気で明るくいつも冗談を言っている。四年前の事件をきっかけに神宮寺と知り合う。それ以降、神宮寺の人柄に惚れ何かに付けては神宮寺の事務所に顔を見せるようになる。新宿から犯罪をなくす事が人生の目標。
今泉 直久（いまいずみ なおひさ）
声 - 乃村健次
風林 豪造（ふうりん ごうぞう）
声 - うすいたかやす
須田 多恵子
佐知子の捜索を依頼
須田 佐知子
一年前から失踪中
正隆周辺
八木 正隆
声 - 荻原秀樹
誕生日：6月30日 / 年齢：23歳 / 血液型：O型
新潟県出身。東京へは大学から。陽気で周囲を引き立てるタイプ。ユーモラスでお調子者。好きなものは好きと臆せずに言える素直でまっすぐな性格の持ち主である。雄和商事国際企画部に勤務。昔オーストリアにフルートを習いに留学していた。
松沢 祥香
声 - 堀江由衣
誕生日：3月8日 / 年齢：24歳 / 血液型：A型
茨城の高校在学中、両親と妹が事故で他界。その時から天涯孤独の身となってしまう。大学進学のため現在はスナック「ラメール」に勤務しながら進学資金を貯めている状態。温和な物腰の外見だが、面倒見のよさと人を惹きつける魅力で初対面の人物とも打ち解けることができる。正隆と偶然に出会い意気投合する。見た目より行動的で新しいものには常にチャレンジしたいという意欲の持ち主。
岩谷 聡
声 - 千葉一伸
雄和商事に勤める正隆の上司。趣味は登山。
市川 睦美
声 - 徳光由香
スナック「セシーラ」に勤務する人気ホステス。
明治組
鷲沢 準
今泉三人衆の一人。
韮崎 祐一
声 - 一条和矢
今泉三人衆の一人。冷静で一人でいることが多い。
水野 俊作
今泉三人衆の一人。今泉を崇拝している。
池田 勝一
鷲沢の舎弟。
副島 茂
声 - 志村恭
水野の舎弟。
嶋 竜二
声 - 中西哲
水野の舎弟。
畑山 孝志
声 - 古田貴志
韮崎の舎弟。組に入って日が浅い。最初に正隆を襲った。
オーストリア
アルフレッド・バウアー
声 - 山口健
連邦警察密輸取締官。
シャルロッテ・バウアー
声 - 逸美奈々子
アルフレッドの娘。災害救急犬訓練士。
フリッツ・バウアー
声 - 小松由佳
アルフレッドの息子。
テス
災害救急犬。ジャーマン・シェパード・ドッグ。
シュテファン・ダウト
連邦警察犯罪部長。

## 他機種版
| No. | 発売日        | 対応機種                                                  | タイトル                         | 開発元         | 発売元       | メディア     | 型式 | 売上本数 | 備考 |
| --- | ------------- | --------------------------------------------------------- | -------------------------------- | -------------- | ------------ | ------------ | ---- | -------- | ---- |
| 1   | 2009年1月28日 | PlayStation 3 PlayStation Portable （ゲームアーカイブス） | 探偵 神宮寺三郎 灯火が消えぬ間に | データイースト | ワークジャム | ダウンロード | -    | -        | -    |

## 音楽

### 主題歌
- エンディングテーマ「見つけてあげる」歌： 久宝留理子　
  - 作詞：康珍化／作曲：谷脇仁美／編曲：新川博／音楽プロデューサー：兼松光

## スタッフ
- オリジナルキャラクターデザイン ：寺田克也
- キャラクターデザイン、作画：高橋光、今野恵美
- オープニングムービー：佐藤嗣麻子

企画
- シナリオ：田中絵里
- システム：内村友紀
- スクリプト：高橋光則

グラフィック
- システムグラフィック、タイトルムービー：石川浩一
- 演出、キャラクター監修：坂本栄美
- 背景監修：槙玲子
- 背景：福田幸治
- キャラクター加工：寺中伴子
- キャラクター表情：福井 'JASON' 栄美理
- フォント：松本英揮
- 謎の事件簿：三好志保
- エンディングムービー：霊鷲宏
- 写真撮影：小林康

プログラム
- スクリプトプログラム：澤井雄一
- メインプログラム：松本洋史

サウンド
- サウンドディレクター：吉田 'MARO' 博昭
- 作曲、編曲：佐藤 'TOM' 共良、吉田 'MARO' 博昭
- 効果、編集：岩崎 '是政' 正明、長谷川 'K' 雄俊
- ギター：佐藤 'TOM' 共良
- キーボード：中道勝彦
- トランペット：西尾健一
- 音楽収録エンジニア ：迫泓文（パワーハウススタジオ）
- 音声収録ディレクター ：山口 'ケンチャマン' 健（O.Y.S.プランニング）
- 声優コーディネイト：佐藤 'ボンバー' 雅保（O.Y.S.プランニング）
- 音声収録エンジニア ：市川修（㈱タバック）
- ドイツ語翻訳：モラス雅輝
- ドイツ語指導：モラス直輝、シバリマリコ

- ディレクター：田中絵里
- プロデューサー：西山英一
- エグゼクティブ・プロデューサー ：福田哲夫

## 評価
ゲーム誌『ファミ通』のクロスレビューでは合計31点（満40点）でシルバー殿堂入りを獲得している。 

## 関連商品
- 『探偵神宮寺三郎 灯火が消えぬ間に完全攻略ファイル』 徳間書店 1999年
- 『探偵神宮寺三郎 灯火が消えぬ間に コンプリートガイド』 コーエー 1999年